# Rhus mollis
Rhus mollis är en sumakväxtart som beskrevs av Carl Sigismund Kunth. Rhus mollis ingår i släktet sumaker, och familjen sumakväxter. Inga underarter finns listade i Catalogue of Life.